# Fisnik Zuka
Fisnik Zuka (in macedone Фисник Зука?; Skopje, 3 settembre 1995) è un calciatore macedone, difensore del Gostivar.

## Carriera
Il 1º luglio 2018 viene acquistato a titolo definitivo dalla squadra macedone del Renova.

## Palmarès

### Club

#### Competizioni nazionali
- Coppa di Macedonia: 1

Makedonija G.P.: 2022-2023